# Chiesa di San Giuseppe a Capo le Case
La chiesa di San Giuseppe a Capo le Case è un luogo di culto cattolico di Roma, nel rione Colonna. 

## Storia

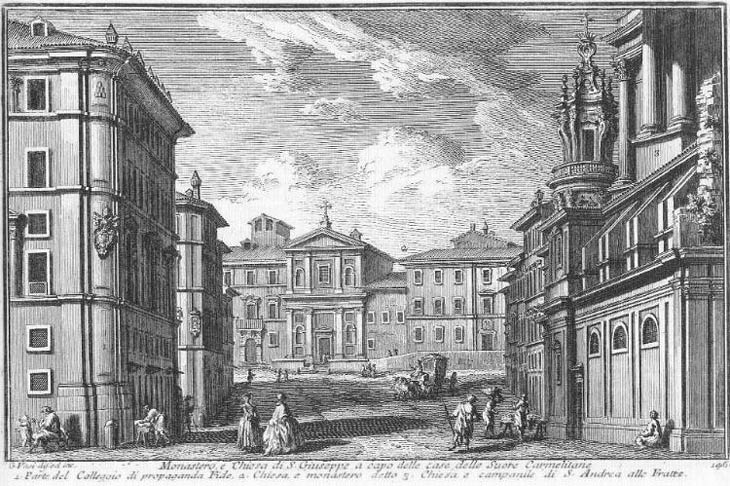
Giuseppe Vasi, Monastero e Chiesa di S. Giuseppe a capo delle case delle Suore Carmelitane (1757)

La chiesa nacque come cappella del primo monastero di Carmelitane aperto a Roma, ad opera di Francesco Soto nel 1597. La zona dove sorse il monastero era detta ad capita domorum, ad indicarne la situazione periferica. Tuttavia lo sviluppo urbanistico di quella zona della città era già stato propiziato nel decennio precedente da Sisto V, la cui via Sistina passava lì accanto, sicché le congregazioni religiose cominciarono ad apprezzarne la qualità che oggi definiremmo di "semicentro": zone tranquille dove c'era spazio per orti e chiostri, salubri per la posizione in collina, ancora dentro le mura ma anche adiacenti al Campo Marzio e al centro storico della città.
Siccome il Carmelo era un ordine di clausura, Soto fece costruire nel recinto del monastero sette cappelle dotate - per concessione papale - delle indulgenze delle sette chiese, in modo che alle suore fosse risparmiato di peregrinare per la città senza che la loro anima ne scapitasse.
Nel 1607 fu nominato protettore del convento il cardinale Marcello Lante, che nel 1628 avviò lavori di ristrutturazione sia degli edifici che della chiesa. Il fronte del monastero risultante era praticamente il doppio dell'attuale edificio, come si vede dalla posizione del portale d'ingresso, in origine centrale; le sue pertinenze alle spalle di questa costruzione erano assai vaste, comprendevano un chiostro e una spezieria e giungevano fino all'attuale via Zucchelli, lungo la quale erano otto case di proprietà delle monache.
Cacciate una prima volta dal convento negli anni tra la Repubblica romana e l'annessione dello Stato pontificio al Regno d'Italia (1805-1814), le carmelitane vi ritornarono nel 1814, ma dopo l'Unità d'Italia il monastero venne definitivamente soppresso e i suoi beni incamerati dallo Stato nel 1873, con la liquidazione dell'asse ecclesiastico. A disposizione delle monache vennero lasciati solo pochi spazi, mentre il grosso dell'immobile veniva ristrutturato e destinato dal 1880 a Museo artistico industriale. Il convento fu poi parzialmente demolito, e negli ambienti ristrutturati fu installata dal 1980 la Galleria comunale d'arte moderna e contemporanea, mentre le monache venivano alla fine sistemate in un nuovo convento a via della Nocetta.

## Descrizione

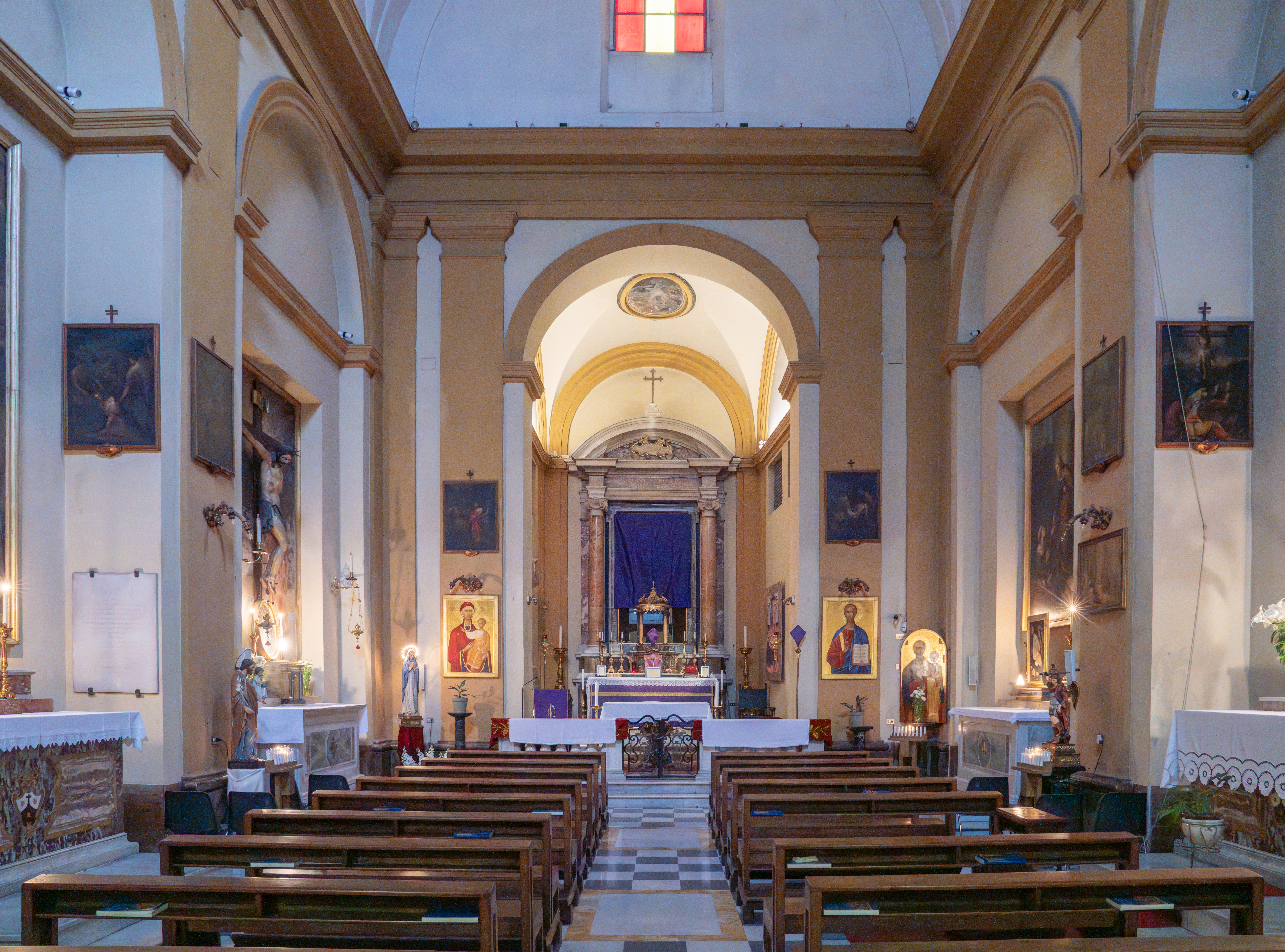
Interno della chiesa

La chiesa è elevata su una doppia scalinata posta in cima alla salita di Capo le Case, posizione che, oltre alle proporzioni, ne accentua la verticalità. È a pianta rettangolare, senza navate né cappelle, con solo quattro altari (due per parte; in origine erano due in tutto). La stessa severità di stile si trova nella facciata rivestita da una cortina di mattoni, quasi del tutto priva di marmi, salvo il travertino a cornice della porta e del timpano, nel marcapiano e nei capitelli ionici delle paraste, che la scandiscono.
L'interno è altrettanto semplice: la volta è a botte, l'altare è collocato in una scarsella rialzata di due gradini sul piano del pavimento, al sommo della quale si aprono quattro finestre a grata che erano collegate con il convento e attraverso le quali le monache di clausura seguivano le funzioni. La chiesa, in origine riccamente dotata, conservava al proprio interno opere di prestigio, ora perdute o sparse in sedi diverse, tra le quali una tela di Giovanni Lanfranco raffigurante l'incoronazione di Santa Teresa d'Avila (oggi nel nuovo monastero delle Carmelitane) e una Fuga in Egitto di Tommaso Luini. Le pitture attuali sono praticamente tutte opera di Cleto Luzzi, il quale generalmente ha replicato i temi delle tele andate disperse. A lui si deve anche il cartone del mosaico sulla porta d'ingresso.
Un elemento singolare di questa chiesa di san Giuseppe, legato alla sua natura di chiesa claustrale, è una Scala Santa settecentesca che riproduce in piccolo quella del Laterano, e come quella dotata di indulgenze papali se salita a ginocchioni. Costruita nel 1717 per volontà di una superiora dall'architetto Tommaso Mattei, consta di 28 scalini di marmo, è sovrastata da una volta ornata di stucchi ed altri elementi decorativi e approda ad una cappella devota e maestosa, ugualmente decorata di stucchi ed emblemi cristici. Esiste ancora, ed è l'elemento più settecentesco e devotamente lussuoso del monastero.
L'attuale aspetto della chiesa, soprattutto per quanto riguarda l'interno, si deve al restauro del 1863, rinfrescato negli anni '30 del Novecento.